# Martin Männel
Martin Männel (* 16. März 1988 in Hennigsdorf) ist ein deutscher Fußballtorhüter. Er spielt seit 2008 beim FC Erzgebirge Aue und ist mit großem Abstand der am häufigsten eingesetzte Profi der Vereinsgeschichte.

## Sportliche Laufbahn

### Vereinskarriere
Seine fußballerische Karriere begann Männel im Alter von acht Jahren beim FSV Velten und dem SC Oberhavel Velten. Im Alter von 14 Jahren wechselte er zu Energie Cottbus. Hier besuchte er die Lausitzer Sportschule, eine Eliteschule des Fußballs. Männel absolvierte alle Jugendabteilungen und war später Stammtorhüter der zweiten Mannschaft, für die er schon mit 17 Jahren erstmals zwischen den Pfosten stand.
Zur Saison 2008/09 wurde er von seinem ehemaligen Amateurtrainer und ehemaligen Auer Coach Heiko Weber zusammen mit seinen Mitspielern Arne Feick, Jan Hochscheidt und Marc Hensel zum FC Erzgebirge Aue gelotst. Hier unterschrieb Männel einen Vertrag bis 2010 und konnte sich gegen Stephan Flauder als Stammtorhüter des Clubs durchsetzen. Sein größter sportlicher Erfolg war der Aufstieg in die 2. Bundesliga mit FC Erzgebirge zum Ende der Saison 2009/10. Im Laufe der Saison verlängerte Männel seinen Vertrag mit dem Verein bis 2012. Die erste Spielzeit in der zweiten Liga verlief für Männel und den FC Erzgebirge überaus erfolgreich; zur Winterpause 2010/11 stand der Aufsteiger überraschend an der Tabellenspitze, am Saisonende reichte es für Platz fünf. Zu Anfang der Saison 2013/14 verlor er seinen Stammplatz an Neuzugang Sascha Kirschstein, konnte ihn jedoch zum Ende der Hinrunde zurückerobern. Im Februar 2014 verlängerte er seinen Vertrag mit Aue bis Juni 2016. Am 24. Mai 2015 erzielte er gegen den 1. FC Heidenheim in der 88. Minute ein Tor mit dem Kopf. Trotz dieses Tores musste er mit Aue den Abstieg in die 3. Liga antreten. Nach dem Abstieg wurde er in der folgenden Spielzeit 2015/16 Mannschaftskapitän und übt das Amt seither durchgehend aus. Nach nur einem Jahr stieg er 2016 mit dem Verein wieder in die 2. Bundesliga auf. Mit seinem insgesamt 419. Pflichtspiel für den Verein übertraf Männel im Februar 2021 den bisherigen Rekord von Holger Erler und ist seitdem Rekordspieler des Vereins. 2022 folgte der erneute Abstieg in Liga 3. Am 22. Oktober 2023 bestritt Männel gegen den SSV Ulm 1846 sein 500. Pflichtspiel für Aue. Im März 2025 verlängerte er seinen Vertrag bis zum Juni 2026. Er ist der zu diesem Zeitpunkt vereinstreueste Spieler im deutschen Profifußball.

### Auswahleinsätze
Während seiner Zeit bei Energie Cottbus wurde er auch in den Kader der U-19-Juniorennationalelf berufen. Am 21. Juli 2007 erlitt er ein Gehörtrauma beim Spiel gegen die Auswahl Serbiens, als ein Knallkörper direkt neben seinem Tor explodierte.

## Privat
Martin Männel ist mit der TV-Reporterin Doreen Männel verheiratet, die u. a. als Redakteurin beim MDR Fernsehen für Hier ab vier und Dabei ab Zwei sowie Sport im Osten arbeitete. Sie haben zwei Söhne (* 2012 und * 2018).
Während seiner Karriere als Fußballspieler absolvierte Männel eine Weiterbildung zum Sportjournalisten (IST). Gemeinsam mit seiner Ehefrau betreibt er einen Onlinehandel, der unter anderem Solarkabel anbietet.

## Erfolge
- Aufstieg in die 2. Bundesliga 2010 und 2016
- Sachsenpokalsieger 2016